# Myroljubne
Myroljubne (ukrainisch Миролюбне; russisch Миролюбное Miroljubnoje, polnisch Pohoryła Wyższa i Niższa) ist ein Dorf im Zentrum der ukrainischen Oblast Chmelnyzkyj mit etwa 700 Einwohnern.
Das Dorf wurde 1517 zum ersten Mal schriftlich erwähnt und liegt am linken Ufer des Flusses Ikwa, 32 Kilometer nordöstlich der Rajonshauptstadt und Oblasthauptstadt Chmelnyzkyj, die ehemalige Rajonshauptstadt Starokostjantyniw liegt 15 Kilometer nördlich des Ortes. Bis 1966 trug der Ort den ukrainischen Namen Wyschtscha Pohorila (Вища Погоріла).

## Verwaltungsgliederung
Am 12. Juni 2020 wurde das Dorf zum Zentrum der neugegründeten Landgemeinde Myroljubne (Миролюбненська сільська громада/Myroljubnenska silska hromada). Zu dieser zählen auch die 14 in der untenstehenden Tabelle aufgelisteten Dörfer, bis dahin bildete es zusammen mit den Dörfern Morosiwka, Nowoselyzja, Pidhirne und Werchnjaky die gleichnamige Landratsgemeinde Myroljubne (Миролюбненська сільська рада/Myroljubnenska silska rada) im Süden des Rajons Starokostjantyniw.
Am 17. Juli 2020 kam es im Zuge einer großen Rajonsreform zum Anschluss des Rajonsgebietes an den Rajon Chmelnyzkyj.
Folgende Orte sind neben dem Hauptort Myroljubne Teil der Gemeinde:
| Name                     | Name       | Name                    |
| ukrainisch transkribiert | ukrainisch | russisch                |
| ------------------------ | ---------- | ----------------------- |
| Bereheli                 | Берегелі   | Берегели (Beregeli)     |
| Derkatschi               | Деркачі    | Деркачи                 |
| Illjaschiwka             | Ілляшівка  | Ильяшовка (Iljaschowka) |
| Kantiwka                 | Кантівка   | Кантовка (Kantowka)     |
| Kruhlyky                 | Круглики   | Круглики (Krugliki)     |
| Morosiwka                | Морозівка  | Морозовка (Morosowka)   |
| Nemyrynzi                | Немиринці  | Немиринцы (Nemirinzy)   |
| Nowoselyzja              | Новоселиця | Новоселица (Nowoseliza) |
| Pidhirne                 | Підгірне   | Подгорное (Podgornoje)  |
| Samtschynzi              | Самчинці   | Самчинцы (Samtschinzy)  |
| Semyrenky                | Семиреньки | Семиренки (Semirenki)   |
| Skoworodky               | Сковородки | Сковородки (Skoworodki) |
| Werchnjaky               | Верхняки   | Верхняки (Werchnjaki)   |
| Wessele                  | Веселе     | Весёлое (Wessjoloje)    |